# جوي فلمنج
جوي فلمنج (بالألمانية: Joy Fleming)‏ هي مغنية ألمانية، ولدت في 15 نوفمبر 1944 في روكنهاوزن في ألمانيا، وتوفيت في 27 سبتمبر 2017 في سينسهايم في ألمانيا.

## وصلات خارجية
- جوي فلمنج على موقع IMDb (الإنجليزية)
- جوي فلمنج على موقع مونزينجر (الألمانية)
- جوي فلمنج على موقع ألو سيني (الفرنسية)
- جوي فلمنج على موقع ميوزك برينز (الإنجليزية)
- جوي فلمنج على موقع أول ميوزيك (الإنجليزية)
- جوي فلمنج على موقع ديسكوغز (الإنجليزية)
- جوي فلمنج على موقع قاعدة بيانات الفيلم (الإنجليزية)
- جوي فلمنج على موقع كينوبويسك (الروسية)